# Karl Ernst von Baer
Karl Ernst von Baer (29. února 1792, Piibe – 28. září 1876, Tartu) byl baltsko-německý lékař a přírodovědec z území dnešního Estonska, zakladatel estonské zoologie a jeden ze zakladatelů embryologie.
V letech 1828-1837 vydal spis Über Entwicklungsgeschichte der Thiere, ve kterém položil základy moderní embryologie. Na základě vlastních pozorování slepičích vajec s různě vyvinutými zárodky rozpracoval teorii svého kolegy Christiana Pandera o zárodečných listech a upozornil, že zárodek v průběhu vývoje nabývá znaky od kmenových, typových až po druhové. Tato idea byla v pozměněné formě využita a rozpracována pozdějšími evolucionisty, zejména v pracích Ernsta Haeckela.
Mimoto se však zabýval i entomologií, botanikou, ichtyologií (zasazoval se o regulaci lovu jeseterů v oblasti Kaspického moře) či výzkumem permafrostu.
Jeho standardní autorská zkratka je Baer. Byly podle něj pojmenovány některé druhy živočichů, jako je jeseter sibiřský (Accipenser baerii) nebo polák východní (Aythya baeri).